# 田林線
田林線是台灣糖業鐵路支線之一，連接彰化縣田中鎮和二林鎮。 台灣糖業有限公司溪州糖廠經營，後來由溪湖糖廠經營。

## 路線資料
- 經營管轄：臺灣糖業鐵路
- 路線距離：田中＝二林溪湖間29.3公里
- 軌距：不詳
- 車站數:17（含起訖車站)
- 開業時間：1910年9月14日
- 雙線區間：無（全線單線）
- 電化區間：無

## 運行形態
已廢棄

## 使用車輛
- 五分車

## 簡介
- 1910年（明治43年）
  - 9月14日 - 林本源製糖會社的營業線開業，由田中央經北斗通往溪州。
  - 12月28日 - 外三塊厝、鎮平、田尾三站開始營業
- 1912年（大正元年）12月6日 - 溪州延伸至二林，路口厝、内蘆竹塘、蕃仔田等站開始營業。
- 1914年（大正3年）4月10日 - 內蘆竹塘、田中央兩站搬遷。
- 1923年（大正12年）2月10日 - 外蘆竹塘站開業。
- 1927年（昭和2年）2月 - 受二林蔗農事件影響，林本源製糖被鹽水港製糖株式會社收購，本路線亦讓渡予鹽糖。
- 1931年（昭和6年）1月25日 - 本路線啟用汽油機動車，沿途增設中潭、北勢、溪墘厝、大灣、鹿寮等5站。
- 1945年11月 - 台灣所有製糖會社統一由台灣糖業公司接收，本路線成為台糖鐵路一部分。
- 1953年4月25日 - 本線成為南北平行預備線的一部分。
- 1954年 - 溪州糖廠停止運作、本路線改由溪湖糖廠營運。
- 1970年11月5日 - 本線一般營業廢止。

## 車站一覽
（該地方已被棄用。）
| 車站名稱 | 漢語拼音  | 營業里程 （田中起） | 續接／交會路線及備註                           |
| -------- | --------- | ------------------- | ---------------------------------------------- |
| 田中     | Tianzhong | 0.0                 | 田林線起點；可轉乘縱貫線、開業時的名字是田中央 |
| 中潭     | Zhongtan  | 0.8                 |                                                |
| 外三     | Waisan    | 3.6                 | 舊名外三塊厝                                   |
| 鎮平新生 | Zhenping  | 5.2                 | 舊名厝仔車頭                                   |
| 田尾     | Tianwei   | 8.0                 |                                                |
| 北斗     | Beidou    | 9.9                 | 可轉乘西螺南州線                               |
| 北勢     | Beishi    | 10.4                | 可轉乘西螺南州線                               |
| 溪州北   | Xizhoubei | 11.9                | 原名南州北、北溪州，可轉乘西螺南州線           |
| 溪州     | Xizhou    | 14.0                | 原名南州，可轉乘西螺南州線、南北平行預備線     |
| 坑厝     | Kencuo    | 15.7                | 可轉乘西螺南州線、南北平行預備線、水尾線       |
| 中和     | Zhonghe   | 17.8                | 原名是路口厝                                   |
| 樹腳     | Shujiao   | 19.7                | 原名是大灣                                     |
| 竹塘     | Zhutang   | 21.2                | 原名是内蘆竹塘                                 |
| 鹿寮     | Luliao    | 23.3                |                                                |
| 外竹     | Waizhu    | 24.9                | 舊名外蘆竹塘→外蘆竹；可轉乘大城線              |
| 香田     | Xiangtian | 26.3                | 舊名蕃仔田→番子田                              |
| 二林     | Erlin     | 0.0                 | 田林線終點點                                   |